# College

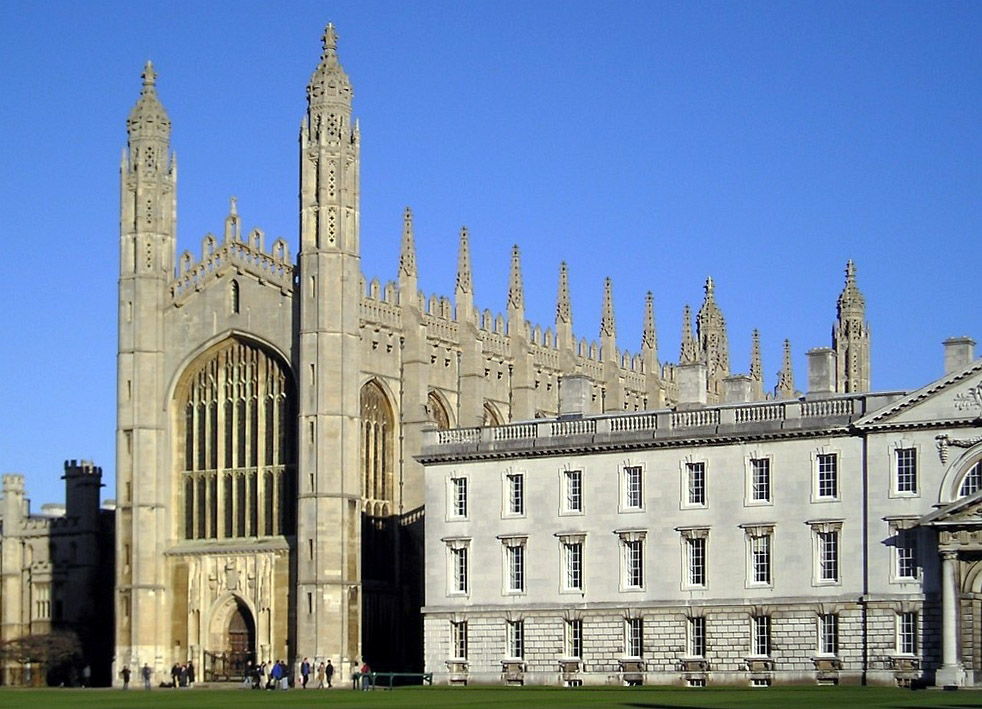
King's College de Cambridge, un dels colleges que formen la Universitat de Cambridge

College (del llatí: collegium que en català ha donat col·legi) és un terme anglès amb significats diferents entre els països angloparlants, en general es refereix als estudis universitaris de cicle curt (undergraduate) i a vegades designa a una escola de grau secundari dintre del sistema educatiu privat. ‘’College’’ és un cas de polisèmia (molts significats d'una mateixa paraula). Aquest article només es refereix a l'àmbit de l'ensenyament dins els països angloparlants.

## Al Regne Unit
El terme college s'utilitza per nombrosos tipus d'institucions, anant des de les escoles secundàries a les universitats: 
- Sixth form colleges, on els estudiants de 16 a 18 anys acaben els seus estudis secundaris.
- certes escoles privades (Public school o Independent school), com el College d'Eton o el College de Winchester, són en realitat escoles però utilitzen el terme College dins el seu nom.[2]
- certes associacions privades com el Royal College of Organists o el Royal College of Surgeons i d'altres Royal Colleges (col·legis reials).
- institucions universitàries independents en algunes universitats (vegeu més avall).
- els col·legis universitaris, dels establiments d'ensenyament superiors que lliuren els seus propis diplomes però no tenen l'estatut d'universitat.

### Universitat icollege
A les universitats d'Oxford i de Cambridge, els colleges són institucions independents constituents de la universitat, que s'encarreguen de l'ensenyament i la preparació dels estudiants, a més de l'administració i de fer les qualificacions finals i parcials.

## Als Estats Units
En l'anglès dels Estats Units, contrastant amb altres països anglosaxons, el terme college designa un ensenyament superior curt, (undergraduate level) per oposició al de les universitats. Però també es pot referir a escoles que proporcionen educació vocacional (vocational education). També es pot referir als estudis de cicle curt dins la universitat.
En el llenguatge popular es diu que els nord-americans van al "college" després de fer el batxillerat (high school), és a dir, que de forma genèrica "college" designa les institucions i experiències associades amb l'educació postsecundària.